# K-1 World Grand Prix

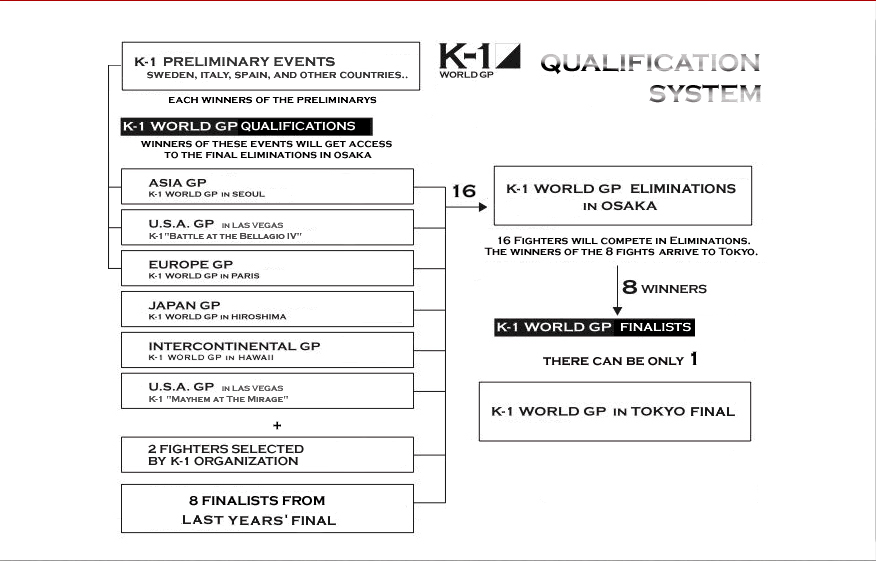
Sistema de clasificación del K1 World Grand Prix

El K-1 World Grand Prix es una competición de K-1 celebrada desde 1993 en Japón. Es el evento de K-1 más importante del mundo en el que se dan cita los mejores luchadores de la especialidad. Históricamente está dominado por los deportistas de los Países Bajos, que han ganado en 12 ocasiones el título, de las 15 ediciones celebradas hasta el 2008.
El K-1 es un combate deportivo de kick boxing que combina técnicas de Muay Thai, Karate, Taekwondo, Kickboxing y boxeo tradicional, así como otros deportes de contacto. El nombre es una derivación de la abreviatura de Fórmula 1 y fue creado por Kazuyoshi Ishii, luchador de karate que formó su propia organización en 1980, Seido-kaikan.

## Sistema de clasificación

### Hasta 2005
El sistema de clasificación utilizado hasta el año 2005 se componía de varios torneos por todo el mundo que terminaba en el "K-1 World Grand Prix Final" celebrado en Tokio.
En primer lugar había varios eventos preliminares en Suecia, Italia, España y otros países que una vez clasificados accedían a los Grandes Premios de Asia, Estados Unidos y Europa. Los ganadores de estos tres Grandes Premios se clasificaban para el "K-1 World GP Eliminations" que se celebraba en Osaka entre 16 competidores. Además se clasificaban los ganadores en el GP de Japón, en el GP Intercontinental y en el GP de Estados Unidos en Las Vegas.
Estos seis competidores, más dos escogidos por la organización se sumaban a los anteriores 8 finalistas en la edición anterior para acceder al "K-1 World GP Eliminations" de Osaka. En este evento los 16 competidores se enfrentaban entre sí para clasificarse únicamente 8 a la gran final, a la "K-1 World GP Final".

### 2008
El nuevo sistema de clasificación limita el número de torneos que se celebran a lo largo del año ya que en vez de clasificarse en seis torneos internaciones en el año 2008 serán cuatro.
Comienza el año en febrero en Budapest con la primera etapa del K-1 GP Europa, el cual clasifica luchadores para el GP Final de Europa que se celebra en Ámsterdam el 26 de abril. El GP de Asia se celebra en junio en Taipéi o Macao. El K-1 GP de Japón se celebrará también en junio en Fukuoka y por último tendrá lugar en Hawái en agosto el K-1 GP de Estados Unidos.
Estos cuatro torneos darán acceso directo al K-1 Final Elimination en Seúl el 29 de septiembre que unirá además a los ocho finalistas del año anterior más cuatro luchadores elegidos por la organización por sus méritos a lo largo del año en los diferentes grandes premios. De los 16 participantes en el torneo, solo 8 pasaran a la gran final, el K-1 World GP Final 2008 que se celebrará en Yokohama el 6 de diciembre.Fechas y lugar de celebración
| Evento                    | Fecha de apertura        | Fecha de último combate | País         |
| ------------------------- | ------------------------ | ----------------------- | ------------ |
| K-1 World Grand Prix 1993 | -                        | 3 de abril de 1993      | Japón        |
| K-1 World Grand Prix 1994 | -                        | 30 de abril de 1994     | Japón        |
| K-1 World Grand Prix 1995 | 3 de marzo de 1995       | 4 de mayo de 1995       | Japón        |
| K-1 World Grand Prix 1996 | 10 de marzo de 1996      | 6 de mayo de 1996       | Japón        |
| K-1 World Grand Prix 1997 | 7 de septiembre de 1997  | 9 de noviembre de 1997  | Japón        |
| K-1 World Grand Prix 1998 | 27 de septiembre de 1998 | 13 de diciembre de 1998 | Japón        |
| K-1 World Grand Prix 1999 | 5 de octubre de 1999     | 5 de diciembre de 1999  | Japón        |
| K-1 World Grand Prix 2000 | -                        | 10 de diciembre de 2000 | Japón        |
| K-1 World Grand Prix 2001 | -                        | 8 de diciembre de 2001  | Japón        |
| K-1 World Grand Prix 2002 | 5 de octubre de 2002     | 7 de diciembre de 2002  | Japón        |
| K-1 World Grand Prix 2003 | 11 de octubre de 2003    | 6 de diciembre de 2003  | Japón        |
| K-1 World Grand Prix 2004 | 25 de septiembre de 2004 | 4 de diciembre de 2004  | Japón        |
| K-1 World Grand Prix 2005 | 23 de septiembre de 2005 | 19 de noviembre de 2005 | Japón        |
| K-1 World Grand Prix 2006 | 30 de septiembre de 2006 | 25 de noviembre de 2006 | Japón        |
| K-1 World Grand Prix 2007 | 28 de octubre de 2007    | 8 de diciembre de 2007  | Corea, Japón |
| K-1 World Grand Prix 2008 |                          | 6 de diciembre de 2008  | Corea, Japón |
| K-1 World Grand Prix 2009 | 26 de septiembre de 2009 | 5 de diciembre de 2009  | Corea, Japón |
| K-1 World Grand Prix 2010 | 2 de octubre de 2010     | 11 de diciembre de 2010 | Japón        |
| K-1 World Grand Prix 2024 |                          | 14 de diciembre de 2024 | Japón        |

## Palmarés
| K-1 WGP | Ganador          | País                        | Finalista        | País                        |
| ------- | ---------------- | --------------------------- | ---------------- | --------------------------- |
| 1993    | Branko Cikatić   | Bandera de Croacia          | Ernesto Hoost    | Bandera de los Países Bajos |
| 1994    | Peter Aerts      | Bandera de los Países Bajos | Masaaki Satake   | Bandera de Japón            |
| 1995    | Peter Aerts      | Bandera de los Países Bajos | Jérôme Le Banner | Bandera de Francia          |
| 1996    | Andy Hug         | Bandera de Suiza            | Mike Bernardo    | Bandera de Sudáfrica        |
| 1997    | Ernesto Hoost    | Bandera de los Países Bajos | Andy Hug         | Bandera de Suiza            |
| 1998    | Peter Aerts      | Bandera de los Países Bajos | Andy Hug         | Bandera de Suiza            |
| 1999    | Ernesto Hoost    | Bandera de los Países Bajos | Mirko Filipovic  | Bandera de Croacia          |
| 2000    | Ernesto Hoost    | Bandera de los Países Bajos | Ray Sefo         | Bandera de Nueva Zelanda    |
| 2001    | Mark Hunt        | Bandera de Nueva Zelanda    | Francisco Filho  | Bandera de Brasil           |
| 2002    | Ernesto Hoost    | Bandera de los Países Bajos | Jérôme Le Banner | Bandera de Francia          |
| 2003    | Remy Bonjasky    | Bandera de los Países Bajos | Musashi          | Bandera de Japón            |
| 2004    | Remy Bonjasky    | Bandera de los Países Bajos | Musashi          | Bandera de Japón            |
| 2005    | Semmy Schilt     | Bandera de los Países Bajos | Glaube Feitosa   | Bandera de Brasil           |
| 2006    | Semmy Schilt     | Bandera de los Países Bajos | Peter Aerts      | Bandera de los Países Bajos |
| 2007    | Semmy Schilt     | Bandera de los Países Bajos | Peter Aerts      | Bandera de los Países Bajos |
| 2008    | Remy Bonjasky    | Bandera de los Países Bajos | Badr Hari        | Bandera de Marruecos        |
| 2009    | Semmy Schilt     | Bandera de los Países Bajos | Badr Hari        | Bandera de Marruecos        |
| 2010    | Alistair Overeem | Bandera de los Países Bajos | Peter Aerts      | Bandera de los Países Bajos |
| 2024    |                  |                             |                  |                             |

## Estadísticas
Aquí se listan todos los participantes en una final del K-1 World Grand Prix indicando el número de victorias y de derrotas en cada año de participación.
| Nombre                | 1993 | 1994 | 1995 | 1996 | 1997 | 1998 | 1999 | 2000 | 2001 | 2002 | 2003 | 2004 | 2005 | 2006 | 2007 | 2008 | 2009 | 2010 | 2024 |
| Masaaki Satake        | 1-1  | 2-1  | 0-1  |      | 0-1  | 0-1  |      |      |      |      |      |      |      |      |      |      |      |      |      |
| Todd Hays             | 0-1  |      |      |      |      |      |      |      |      |      |      |      |      |      |      |      |      |      |      |
| Changpuek Kiatsongrit | 0-1  |      |      |      |      |      |      |      |      |      |      |      |      |      |      |      |      |      |      |
| Branko Cikatić        | 3-0  | 1-1  |      |      |      |      |      |      |      |      |      |      |      |      |      |      |      |      |      |
| Maurice Smith         | 1-1  |      |      |      |      |      |      |      |      |      |      |      |      |      |      |      |      |      |      |
| Toshiyuki Atokawa     | 0-1  |      | 0-1  |      |      |      |      |      |      |      |      |      |      |      |      |      |      |      |      |
| Peter Aerts           | 0-1  | 3-0  | 3-0  | 0-1  | 1-1  | 3-0  | 0-1  | 1-0* | 0-1  | 0-1  | 1-1  | 0-1  | 1-0* | 1-1  | 2-1  | 0-1  |      | 2-1  |      |
| Ernesto Hoost         | 2-1  |      | 1-1  | 1-1  | 3-0  | 0-1  | 3-0  | 3-0  | 1-0* | 3-0  |      | 0-1  |      | 1-1  |      |      |      |      |      |
| Rob van Esdonk        |      | 0-1  |      |      |      |      |      |      |      |      |      |      |      |      |      |      |      |      |      |
| Patrick Smith         |      | 1-1  |      |      |      |      |      |      |      |      |      |      |      |      |      |      |      |      |      |
| Andy Hug              |      | 0-1  |      | 3-0  | 2-1  | 2-1  | 0-1  |      |      |      |      |      |      |      |      |      |      |      |      |
| Michael Thompson      |      | 0-1  |      |      |      |      |      |      |      |      |      |      |      |      |      |      |      |      |      |
| Andre Mannaart        |      | 0-1  |      |      |      |      |      |      |      |      |      |      |      |      |      |      |      |      |      |
| Jérôme Le Banner      |      |      | 2-1  |      | 0-1  |      | 1-1  |      | 0-1  | 2-1  |      |      | 0-1  | 0-1  | 1-1  | 0-1  | 0-1  |      |      |
| Mike Bernardo         |      |      | 1-1  | 2-1  | 0-1  | 1-1  |      |      |      |      |      |      |      |      |      |      |      |      |      |
| Stan Longinidis       |      |      | 0-1  |      |      |      |      |      |      |      |      |      |      |      |      |      |      |      |      |
| John Kleijn           |      |      | 0-1  |      |      |      |      |      |      |      |      |      |      |      |      |      |      |      |      |
| Musashi               |      |      |      | 1-1  |      |      | 0-1  | 0-1  |      | 0-1  | 2-1  | 2-1  | 1-1  |      |      |      |      |      |      |
| Sam Greco             |      |      |      | 0-1  | 0-1  | 1-1  | 1-1  |      |      |      |      |      |      |      |      |      |      |      |      |
| Mirko Filipovic       |      |      |      | 0-1  |      |      | 2-1  | 0-1  |      |      |      |      |      |      |      |      |      |      |      |
| Duane Van Der Merwe   |      |      |      | 0-1  |      |      |      |      |      |      |      |      |      |      |      |      |      |      |      |
| Francisco Filho       |      |      |      |      | 1-1  | 0-1  |      | 1-1  | 2-1  |      |      |      |      |      |      |      |      |      |      |
| Ray Sefo              |      |      |      |      |      | 0-1  | 0-1  | 2-1  |      | 1-1  | 0-1  | 0-1  | 0-1  |      |      |      |      |      |      |
| Stefan Leko           |      |      |      |      |      |      |      | 0-1  | 0-2* | 0-1  |      |      |      | 0-1  |      |      |      |      |      |
| Cyril Abidi           |      |      |      |      |      |      |      | 0-2* |      |      | 1-1  |      |      |      |      |      |      |      |      |
| Mark Hunt             |      |      |      |      |      |      |      |      | 3-0  | 1-1  |      |      |      |      |      |      |      |      |      |
| Alexey Ignashov       |      |      |      |      |      |      |      |      | 1-1  |      | 0-1  |      |      |      |      |      |      |      |      |
| Nicholas Pettas       |      |      |      |      |      |      |      |      | 0-1  |      |      |      |      |      |      |      |      |      |      |
| Bob Sapp              |      |      |      |      |      |      |      |      |      | 0-1  |      |      |      |      |      |      |      |      |      |
| Francois Botha        |      |      |      |      |      |      |      |      |      |      | 0-1  | 1-1  |      |      |      |      |      |      |      |
| Remy Bonjasky         |      |      |      |      |      |      |      |      |      |      | 3-0  | 3-0  | 1-1  | 1-0* | 1-1  | 3-0  | 1-1  |      |      |
| Peter Graham          |      |      |      |      |      |      |      |      |      |      | 0-1  |      |      |      |      |      |      |      |      |
| Kaoklai Kaennorsing   |      |      |      |      |      |      |      |      |      |      |      | 1-1  |      |      |      |      |      |      |      |
| Mighty Mo             |      |      |      |      |      |      |      |      |      |      |      | 0-1  |      |      |      |      |      | 0-1  |      |
| Hong-Man Choi         |      |      |      |      |      |      |      |      |      |      |      |      | 0-1  |      | 0-1  |      |      |      |      |
| Semmy Schilt          |      |      |      |      |      |      |      |      |      |      |      |      | 3-0  | 3-0  | 3-0  |      | 3-0  | 1-1  |      |
| Ruslan Karaev         |      |      |      |      |      |      |      |      |      |      |      |      | 0-1  | 0-1  |      | 0-1  | 0-1  |      |      |
| Glaube Feitosa        |      |      |      |      |      |      |      |      |      |      |      |      | 1-1  | 1-1  | 0-1  |      |      |      |      |
| Chalid Arrab          |      |      |      |      |      |      |      |      |      |      |      |      |      | 0-1  |      |      |      |      |      |
| Badr Hari             |      |      |      |      |      |      |      |      |      |      |      |      |      |      | 0-1  | 2-1  | 2-1  |      |      |
| Junichi Sawayashiki   |      |      |      |      |      |      |      |      |      |      |      |      |      |      | 0-1  |      |      |      |      |
| Errol Zimmerman       |      |      |      |      |      |      |      |      |      |      |      |      |      |      |      | 1-1  | 0-1  |      |      |
| Ewerton Teixeira      |      |      |      |      |      |      |      |      |      |      |      |      |      |      |      | 0-1  | 0-1  |      |      |
| Gökhan Saki           |      |      |      |      |      |      |      |      |      |      |      |      |      |      |      | 1-1  |      | 1-1  |      |
| Alistair Overeem      |      |      |      |      |      |      |      |      |      |      |      |      |      |      |      |      | 1-1  | 3-0  |      |
| Kyotaro Fujimoto      |      |      |      |      |      |      |      |      |      |      |      |      |      |      |      |      |      | 0-1  |      |
| Daniel Ghiță          |      |      |      |      |      |      |      |      |      |      |      |      |      |      |      |      |      | 0-1  |      |
| Tyrone Spong          |      |      |      |      |      |      |      |      |      |      |      |      |      |      |      |      |      | 0-1  |      |

El asterisco indica que fue sustituto o sustituido debido a una lesión.